# Ali Bamba
Pour les articles homonymes, voir Bamba.
Ali Bamba est un footballeur ivoirien né le 2 juillet 1991 à Bingerville en Côte d'Ivoire. Il joue au poste de défenseur.

## Biographie
Formé en Côte d'Ivoire au SO Armée il rejoint l'équipe réserve du Mans avant de jouer ses premières minutes en 2009 avec l'équipe première . En 2012 il s'engage au FC Metz. En 2014 il est prêté au Racing Club de Strasbourg . En janvier 2014, il est à nouveau prêté par son club au Royal Football Club Seraing . En 2017 libre de tout contrat, il signe à Moulins-Yzeure Foot 03.
En juillet 2018, il signe au SC Cholet en National 1. 